# Ceratothoa novae-zelandiae
Ceratothoa novae-zelandiae är en kräftdjursart som beskrevs av Henri Filhol 1885. Ceratothoa novae-zelandiae ingår i släktet Ceratothoa och familjen Cymothoidae. Inga underarter finns listade i Catalogue of Life.